# Lysiane Meis
Lysiane Meis és una actriu de cinema i teatre belga.

## Filmografia

### Cinema
- 1993 : Poison rouge (curtmetratge) de Chad Chenouga
- 1995 : La Biche (c. m.) de Jean-Paul Husson
- 1998 : Les Astres (c. m.) de Laurent Firode
- 1998 : Rue Bleue (c. m.) de Chad Chenouga
- 2000 : Sur un air d'autoroute de Thierry Boscheron : gendarme 2
- 2000 : Le Battement d'ailes du papillon de Laurent Firode : Elsa
- 2001 : 17, rue Bleue de Chad Chenouga : Adda
- 2005 : Tu vas rire, mais je te quitte de Philippe Harel
- 2005 : Je préfère qu'on reste amis... d’Éric Toledano i Olivier Nakache : la muller de Mathias
- 2005 : Quartier V.I.P. de Laurent Firode : Joyce
- 2014 : Barbecue d'Éric Lavaine : Laure
- 2022 : Plancha d'Éric Lavaine : Laure

### Televisió
- 1991 : Myster Mocky présente : Dis-moi qui tu hais de Jean-Pierre Mocky : une collègue
- 1995 : Le Dernier Voyage de Bruno Gantillon : Cosima
- 1997 : Julie Lescaut, episodi 6 temporada 6, Question de confiance d'Alain Wermus : Secrétaire hôpital
- 1998 : This Could Be the Last Time de Gavin Miller : la réceptionniste
- 2001 : Le Secret d’Alice de Michaël Perrotta
- 2003 : Un été de canicule de Sébastien Grall : Claire
- 2004 : Menteur ! Menteuse ! de Henri Helman : Corinne
- 2004 : Julie Lescaut, episodi 3 temporada 13, Secrets d'enfants de Dominique Tabuteau : Alice
- 2005 : Docteur Dassin, généraliste : L'Ombre et la lumière d’Olivier Langlois : Diane Farnese
- 2006 : La Pomme de Newton de Laurent Firode : Delphine
- 2006 : Maldonne de Patrice Martineau : Sophie
- 2007 : Un flic : Confusion des peines de Frédéric Tellier : Josiane Jo
- 2008 : Nicolas Le Floch : L’Énigme des Blancs-Manteaux d’Edwin Baily : Louise Lardin
- 2013 : Maison close de Mabrouk el Mechri i Jérôme Cornuau : Renée
- 2021 : HPI (temporada 2, episodi 6 « S comme Italie »), réalisé par Jean-Christophe Delpias : Muriel Koltes
- 2022: Les Petits Meurtres d'Agatha Christie: Jusqu'à ce que la mort nous sépare dirigida per Nicolas Picard-Dreyfuss: Lisa

## Teatre
- 1996 : Fin d'été à Baccarat de Philippe Minyana, dirigida per Gilles Guillot, théâtre 14 Jean-Marie Serreau
- 1998 : Une table pour six d’Alan Ayckbourn, dirigida per Alain Sachs, théâtre du Palais-Royal - Sandrine
- 1999 : De toutes les couleurs de Bernard Granger, dirigida per Jean-Philippe Weiss, théâtre de la Gaîté-Montparnasse - Margot
- 1999 : Un fil à la patte de Georges Feydeau, dirigida per Alain Sachs, théâtre de la Porte-Saint-Martin - Lucette Gautier
- 2001 : Monsieur chasse ! de Georges Feydeau, dirigida per Jean-Luc Moreau, théâtre du Palais-Royal - Léontine
- 2003 : L’amour est enfant de salaud d’Alan Ayckbourn, dirigida per José Paul, théâtre Tristan-Bernard
- 2004 : Jacques a dit de Marc Fayet, dirigida per Agnès Boury et José Paul, Petit Théâtre de Paris - Victoire
- 2007 : Chocolat piment de Christine Reverho, dirigida per Agnès Boury et José Paul, théâtre La Bruyère
- 2007 : Un fil à la patte de Georges Feydeau, dirigida per Alain Sachs, théâtre de Paris - Lucette Gautier
- 2008 : Sans mentir de Xavier Daugreilh, dirigida per José Paul i Stéphane Cottin, théâtre Tristan-Bernard
- 2009 : Mais n'te promène donc pas toute nue ! i Feu la mère de madame de Georges Feydeau, dirigida per José Paul, théâtre de Paris
- 2009 : Il est passé par ici de Marc Fayet, dirigida per José Paul, théâtre de Paris
- 2010 : Le Gai Mariage de Gérard Bitton et Michel Munz, dirigida per José Paul et Agnès Boury, théâtre des Nouveautés
- 2011 : Entre deux ils d'Isabelle Cote, dirigida per Agnès Boury i José Paul, théâtre de l'Œuvre
- 2012 : Le Gai Mariage de Gérard Bitton it Michel Munz, dirigida per José Paul i Agnès Boury, tournée
- 2012 : L'Étudiante et Monsieur Henri d'Ivan Calbérac, dirigida per José Paul, Petit Théâtre de Paris
- 2013 : L'Étudiante et Monsieur Henri d'Ivan Calbérac, dirigida per José Paul, tournée
- 2014 : Des gens intelligents de Marc Fayet, dirigida per José Paul, théâtre de Paris
- 2015 : Un dîner d'adieu d'Alexandre de La Patellière i Matthieu Delaporte, dirigida per Bernard Murat, théâtre Édouard VII
- 2016 : Un dîner d'adieu d'Alexandre de La Patellière i Matthieu Delaporte, dirigida per Bernard Murat, tournée
- 2017 : C'est encore mieux l'après-midi de Ray Cooney, adaptació Jean Poiret, dirigida per José Paul, Théâtre Hébertot, Théâtre des Nouveautés
- 2018 : Papa va bientôt rentrer de Jean Franco, dirigida per José Paul, théâtre de Paris
- 2019 : 2 euros 20 de Marc Fayet, dirigida per José Paul, théâtre Actuel festival off d'Avinyó després théâtre Rive Gauche en 2020
- 2022 - 2023 : Berlin Berlin de Patrick Haudecœur i Gérald Sibleyras, dirigida per José Paul, Théâtre Fontaine

## Doblatge
- 2004-2005 : New York Police Blues : Laura Murphy (Bonnie Somerville)

## Distincions
- 1998: Nominació al Molière de la revelació teatral per Une table pour six[2]
- 2001: Premi a la millor actriu a la XXII edició de la Mostra de València per 17, rue Bleue[3]
- 2002: Nominació al Premi Michel-Simon per 17, rue Bleue
- 2004: Nominació a Molière per a actriu secundària per L’amour est enfant de salaud
- 2005: Nominació a Molière per a actriu secundària per Jacques a dit